# ステイ・ウィズ・ミー (サム・スミスの曲)
"ステイ・ウィズ・ミー"(Stay with Me)はイギリスの男性歌手・サム・スミスの1枚目のスタジオアルバム、『イン・ザ・ロンリー・アワー』からの3枚目のシングル。2014年5月18日にイギリスで音楽配信された。この楽曲はサム・スミス本人とジミー・ネーピアによって書かれた。
この曲は彼の一番のヒット作となった。イギリスでは1位を記録し、彼の2作目の1位獲得作となった（客演を含めると3作目）。また、カナダやニュージーランドでも1位を獲得した。アメリカではMagic!のヒット作、「ルード」に阻まれ、惜しくも2位となった。

## 背景
2014年3月25日7時30分、この楽曲はBBCラジオ1で初めて発表された。
同年3月29日、彼はこの楽曲を『サタデー・ナイト・ライブ』（アメリカの長寿番組）でパフォーマンスした。
また同年5月16日には『ザ・グラハム・ノートン・ショー』でパフォーマンス、7月には『グッド・モーニング・アメリカ』に出演、ニューヨークのアポロシアターでメアリー・J. ブライジとパフォーマンスした。

## 評論家の反応
この曲は多くの肯定的な感想を音楽評論家たちから受けた。
デジタル・スパイのエイミー・デヴィッドソンはこの曲を「感情的なクレッシェンド」と評し、コーラスは「少し感傷的すぎる」と評している。また、彼女はこの曲に5個中4個の星を与えた。
ローリング・ストーン誌のジョー・グロスはこの曲に肯定的な評価も否定的な評価も与えており、この曲に5個中3個の星を与えた。
ノウスのイザベル・ピアソンは、彼女のディスクレビュー内でこの曲に肯定的な評価を与えた。
ジ・アップカミングのサラ・ニルトンはこの曲を賞賛し、「感情の高まりを引き起こす鋭いほどの正直さと、とても美しいゴスペルの影響を感じる」と評した"。
2014年7月、米ビルボード誌はこの曲を"2014年のこれまでのベスト10ソング"に選び、「切ないコーラスでの聖歌隊のバックボーカルが、この曲のバックボーンを感じさせる、脆いバラードである。」と評し、ビルボード・ミュージック・アワード2015の最優秀楽曲賞にノミネートされる。
第57回グラミー賞では、年間最優秀レコード賞、年間最優秀楽曲賞の2部門受賞。
バリアランス・マガジンはこの曲を「2014年の夏を代表する曲」とした。

## ミュージックビデオ
この曲のミュージックビデオは2014年3月27日にYouTubeで初めて公開された。 
このビデオには彼が家を出てロンドンの街路を歩いていく様子や聖歌隊とともに教会で歌う様子などが映っている。
このビデオの監督は「マニー・オン・マイ・マインド」に引き続き、ジェイミー・スレイブズが務めた。
また、このビデオは2014 MTV Video Music Awardsで「最優秀男性歌手ビデオ」と、「見るべきアーティスト」にノミネートされた。

## Cover versions
2014年6月、エド・シーランがBBC Radio 1の『ライブ・ラウンジ』でこの曲をカバーした。
フローレンス・アンド・ザ・マシーンも、この曲をオレンジ・ワルシャワ・フェスティバルでカバーした。
同年8月、クリス・ブラウンが自ら歌詞を変えたバージョンをインスタグラムでアップロードした。

## 収録曲
| #  | タイトル                                                     | 作詞 | 作曲・編曲 | 時間 |
| -- | ------------------------------------------------------------ | ---- | ---------- | ---- |
| 1. | 「ステイ・ウィズ・ミー」                                     |      |            | 2:52 |
| 2. | 「ステイ・ウィズ・ミー」(ダークチャイルド・バージョン)       |      |            | 2:54 |
| 3. | 「ステイ・ウィズ・ミー」(シャイ・FX・リミックス)             |      |            | 3:32 |
| 4. | 「ステイ・ウィズ・ミー」(ウィルフレッド・ジロー・リミックス) |      |            | 4:39 |

| #  | タイトル                                                                                        | 作詞 | 作曲・編曲 | 時間 |
| -- | ----------------------------------------------------------------------------------------------- | ---- | ---------- | ---- |
| 1. | 「ステイ・ウィズ・ミー」(フィーチャリング・メアリー・J.ブライジ / ダークチャイルド・バージョン) |      |            | 2:53 |
| 2. | 「ステイ・ウィズ・ミー」(ダークチャイルド・バージョン)                                          |      |            | 2:54 |

## リリース日
| Region   | Date          | Format                             | Label                |
| -------- | ------------- | ---------------------------------- | -------------------- |
| アメリカ | 2014年4月14日 | アダルト・アルバム・オルタナティブ | キャピトル・レコード |
| アメリカ | 2014年4月14日 | ホット・アダルト・コンテンポラリー | キャピトル・レコード |
| アメリカ | 2014年5月13日 | コンテンポラリー・ヒット・ラジオ   | キャピトル・レコード |
| イギリス | 2014年5月18日 | 音楽配信                           | キャピトル・レコード |
| 世界中   | 2014年7月2日  | ダークチャイルド・リミックス       | キャピトル・レコード |